# Лајонел Шрајвер
Лајонел Шрајвер (енгл. Lionel Shriver, рођена као Маргарет Ен Шрајвер, Гастонија, САД, 18. мај 1957) је америчка књижевница и новинарка који живи у Уједињеном Краљевству. Њен роман We Need to Talk About Kevin (Морамо да разговарамо о Кевину) освојио је Женску награду за белетристику 2005.

## Младост и образовање
Шрајвер је рођена као Маргарет Ен Шрајвер, у Гастонији, Северна Каролина, у религиозној породици. Њен отац, Доналд, је био презбитеријански свештеник који је постао академик и председник теолошке школе Унион у Њујорку; њена мајка је била домаћица. Са 15 година променила је име из Маргарет Ен у Лајонел јер јој се није допало име које јој је дато и, као дечаку, сматрала је да је конвенционално мушко име прикладније.
Шрајвер је стекла образовање на Барнард колеџу Универзитета Колумбија (BA, MFA). Живела је у Најробију, Бангкоку и Белфасту, а тренутно живи у Лондону. Предавала је ковање метала у Buck's Rock Performing and Creative Arts Camp у Њу Милфорду, Конектикат.

## Писање

### Фикција
Шрајвер је написала осам романа, од којих је седам објављено, пре него што је написала We Need to Talk About Kevin (Морамо да разговарамо о Кевину), који је назвала својим романом „направи или прекини” због година „професионалног разочарења” и „виртуелне нејасноће” које су му претходиле.
У интервјуу часопису Bomb, Шрајвер је навела различите теме својих романа до објављивања We Need to Talk About Kevin: „антропологија и прва љубав, рокенрол бубњање и имиграција, северноирске невоље, демографија и епидемиологија, наслеђе, тенис и супружништво, [и] тероризам и култови личности“. Уместо да пише традиционално симпатичне ликове, Шрајвер радије ствара ликове које је „тешко волети“.
Морамо да разговарамо о Кевину је 2005. награђен Женском наградом за белетристику. Роман је студија мајчинске амбиваленције и улоге коју је можда одиграо у одлуци насловног лика да убије девет људи у својој средњој школи. Изазвао је много контроверзе и постигао успех усменом предајом. Рекла је ово о томе да Морамо да разговарамо о Кевину постаје успешан:
Често ме питају да ли се нешто догодило у време када сам писала Кевина. Да ли сам имала неко откровење или преображавајући догађај? Истина је да је Кевин одличан са мојим другим радовима. Нема ништа посебно у вези Кевина. И друге књиге су добре. Управо се спотакнуо о проблем који је управо био сазрео за истраживање и неким чудом нашао своју публику.

Роман је адаптиран у истоимени филм из 2011, са Тилдом Свинтон и Езра Милер у главним улогама.
Године 2009. донирала је кратку причу "Long Time, No See" Оксфамовом пројекту "Ox-Tales", четири збирке прича из Велике Британије које је написало 38 аутора. Њена прича је објављена у колекцији Ватра.
Шрајверова књига So Much for That (Толико због тога) је објављена 2. марта 2010. У роману, Шрајвер износи оштру критику америчког здравственог система. Проглашен је за финалисту Националне награде за књижевност. Њено дело The New Republic (Нова република) објављено је 2012. Написана је 1998. године, али у то време није успела да пронађе издавача.
Њена књига из 2013. Big Brother: A Novel (Велики брат: роман) инспирисана је морбидном гојазношћу једног од њене браће.
The Mandibles: A Family, 2029–2047 (Мандиблес: Породица, 2029–2047), објављена у мају 2016, смештена је у блиску будућност у којој Сједињене Државе нису у стању да отплате свој национални дуг, а Мексико је изградио зид на својој северној граници како би спречио грађане САД да покушавају да побегну са својом уштеђевином. Чланови богате породице Мандибле морају да се боре са разочарањем и борбом да преживе након што се испоставило да се наследство на које су рачунали претворило у пепео. Једна сестра жали због несташице маслиновог уља, док друга мора да упија луталице у своје све скученије домаћинство. Њен необични син тинејџер Вилинг, самодидакт економије, изгледа као да може да спасе некада дивну породицу са улице. Роман „није научна фантастика“, рекла је Шрајвер за ББЦ Радио 4 Front Row 9. маја 2016. Реч је о „киселој сатири” у којој се „све лоше што је могло да се деси... десило” према рецензији у Књижевној ревији.

### Новинарство
Шрајвер је писала за The Wall Street Journal, The Financial Times, The New York Times, The Economist, Harper's и друге публикације. плус програм Радио Улстера Talkback. У јулу 2005, Шрајвер је почела да пише колумну за The Guardian, у којој је делила своје мишљење о расположењу мајки у западном друштву, ситничавости британских владиних власти и важности библиотека (она планира да све што имовина остане у њена смрт у библиотечком одбору Белфаста, из чијих је библиотека проверавала многе књиге док је живела у Северној Ирској).
Шрајвер тренутно пише за The Spectator. Шрајвер повремено доприноси страници „Коментар“ The Times-а, док је редовни колумниста Метју Парис одсутан. У чланку „Коментар“ из 2022. године  је тврдила да би „ Путин могао да нападне Украјину нуклеарним оружјем и да се извуче“.
Шрајвер се залагала против миграције у Уједињено Краљевство, 2021. године написала је чланак у коме се наводи да је „биолошки перверзно да западњаци пасивно прихватају, па чак и подржавају упаде странаца који су толико масовни да рођени домороци ефективно предају своју територију без испаљеног метка“.

## Политички погледи и активизам
Шрајвер је демократа. Она је покровитељ британске групе за забринутост за стопу раста становништва Population Matters, и подржала је излазак Велике Британије из Европске уније.
Она је гласала за Џоа Бајдена на америчким председничким изборима 2020. У септембру 2022, Шрајвер је објавила отворено писмо у којем је подржала републиканца Рона ДеСантиса за председничке изборе у САД 2024. У писму је критиковала и Бајдена и Доналда Трампа као лоше лидере и похвалила ДеСантиса за његово поступање са пандемијом КОВИД-19, забрану критичке теорије расе у школама, противљење трансродним женама да се такмиче у женским спортовима и полагање родитељских права на Флориди. у Закону о образовању и васпитању ; уз напомену да се она не слаже са њим у вези са абортусом.
У мају 2010, Шрајвер је критиковала амерички здравствени систем у интервјуу на Фестивалу писаца у Сиднеју у Аустралији, у којем је рекла да је „огорчена начином на који се медицински послови воде у мојој земљи“ и сматра да узима „мој живот у мојим рукама. Највише од свега узимам свој банковни рачун у своје руке јер ако скренем погрешно на бициклу и прегази ме такси, могао бих да изгубим све што имам." 
Као главни говорник 2016. на Фестивалу писаца у Бризбејну, Шрајвер је одржала контроверзан говор који је критиковао концепт културног присвајања  што је навело фестивал да "повуче своје везе са Шрајверовим говором и јавно одбаци њено гледиште."  Шрајвер је раније била критикована због свог приказа латиноамеричких и афроамеричких ликова у својој књизи Мандиблес, коју је један критичар описао као расистичку, а други као политички погрешно усмерену. У свом говору на Фестивалу писаца, Шрајвер је оспорила ове критике своје књиге, наводећи да писци треба да имају право да пишу из било које перспективе, расе, пола или позадине коју одаберу.
У јуну 2018. критиковала је настојање издавача Penguin Random House да диверзификује ауторе које је објавио и боље представља становништво, рекавши да даје предност разноликости над квалитетом и да је рукопис „који је написао геј трансродна особа са Кариба која је напустила школу у седам“ би био објављен „без обзира да ли је поменути рукопис некохерентна, заморна, вијугава и неосетљива гомила рециклаже мешаног папира“. Маркетерка Penguin Random House и ауторка Candice Carty-Williams критиковала је те изјаве. Као резултат њених коментара Шрајвер је искључена из жирирања на конкурсу за часопис Mslexia.
Шрајвер је изразила своје противљење будности и политици идентитета у интервјуу за The Evening Standard 2021 наводећи да "не волим дискриминацију било које врсте", али додајући "нема ништа злонамерно, барем у почетку, у нагону да се тежи праведнијим Највећи проблем са 'пробуђеним' су њихове методе - пречесто које укључују прозивање, ућуткивање, осветољубивост и грабеж." 
У августу 2023. Шрајвер је дала интервју за Evening Standard  у којем је тврдила: "Више немате слободу говора у УК".

## Лични живот
Шрајвер се удала за џез бубњара Џефа Вилијамса 2003. Живе у Бермондзију у Лондону.
Дана 7. јуна 2016, Шрајвер се појавила на ББЦ Радио 4 програму My Teenage Diary (Мој тинејџерски дневник), током којег је читала одломке из својих часописа из касних 1960-их и раних 1970-их и разговарала о свом одрастању и адолесценцији.

### Фикција
Новеле 
- The Female of the Species (Женка врсте), (1987).
- Checker and the Derailleurs, (1988).
- The Bleeding Heart (Срце које крвари), (1990).
- Ordinary Decent Criminals (Обични поштени криминалци), (1992).
- Game Control (Контрола игре), (1994).
- A Perfectly Good Family (Савршено добра породица), (1996).
- Double Fault (Двострука грешка), (1997).
- We Need to Talk About Kevin (Морамо да разговарамо о Кевину), (2003).
- The Post-Birthday World (Свет после рођендана), (2007).
- So Much for That (Толико о томе), (2010).
- The New Republic (Нова република), (2012).
- Big Brother: A Novel (Велики брат: роман), (2013).
- The Mandibles (Мандиблес), (2016).
- The Standing Chandelier (Стојећи лустер), (2017).
- Property (Некретнине), (2018).
- The Motion of the Body Through Space (Кретање тела кроз свемир), (2020).
- Should We Stay or Should We Go (Да ли да останемо или да одемо), (2021).
- Mania (Манија), (2024).

Кратка фикција
- Property – Stories Between Two Novellas (Својство – Приче између две новеле), збирка, (2018).[45]
- Abominations: Selected Essays from a Career of Courting Self-Destruction (Одвратности: Изабрани есеји из каријере удварања самоуништењу) (2022)